# Флаг Половинского района
Флаг муниципального образования Половинский район Курганской области Российской Федерации — опознавательно-правовой знак, служащий официальным символом муниципального образования.
Флаг утверждён решением Половинской районной Думы от 27 ноября 2014 года № 172.

## Описание
Флаг района представляет собой полотнище, ширина и длина которого соотносятся как 2:3. Полотнище состоит из двух цветных половин с вертикальной стеннозубчатой границей между ними: в левой, красной, — скрещенные кадуцей и цеп, в правой, зелёной, — скрещенные цеп и казачья пика; все фигуры — жёлтого цвета.
Оборотная сторона флага является зеркальным отображением его лицевой стороны.

## Использование флага
Флаг поднят постоянно над (либо на флагштоке, установленном перед) зданиями районной Думы и Администрации района.
Флаг установлен постоянно в рабочих кабинетах Главы района, председателя районной Думы и их заместителей.
Флаг устанавливается в залах заседаний (на всё время заседаний) районной Думы, Администрации района, муниципальной избирательной комиссии.
При объявлении официального траура флаг, установленный на флагштоке (мачте) приспускается до половины высоты флагштока (мачты). К флагу, неподвижно закрепленному на древке, крепится в верхней части древка черная, завязанная бантом лента со свободно свисающими концами. Общая длина ленты равна длине полотнища флага.

## Создание флага
Было разработано 11 проектов гербов и флагов. В результате проведенного опроса, в котором приняли участие главы сельсоветов, депутаты, работники предприятий, организаций и учреждений, население Половинского района, решением Половинской районной Думы был утвержден один из проектов герба и флага, набравший наибольшее количество положительных откликов.